# Bona Mangangu

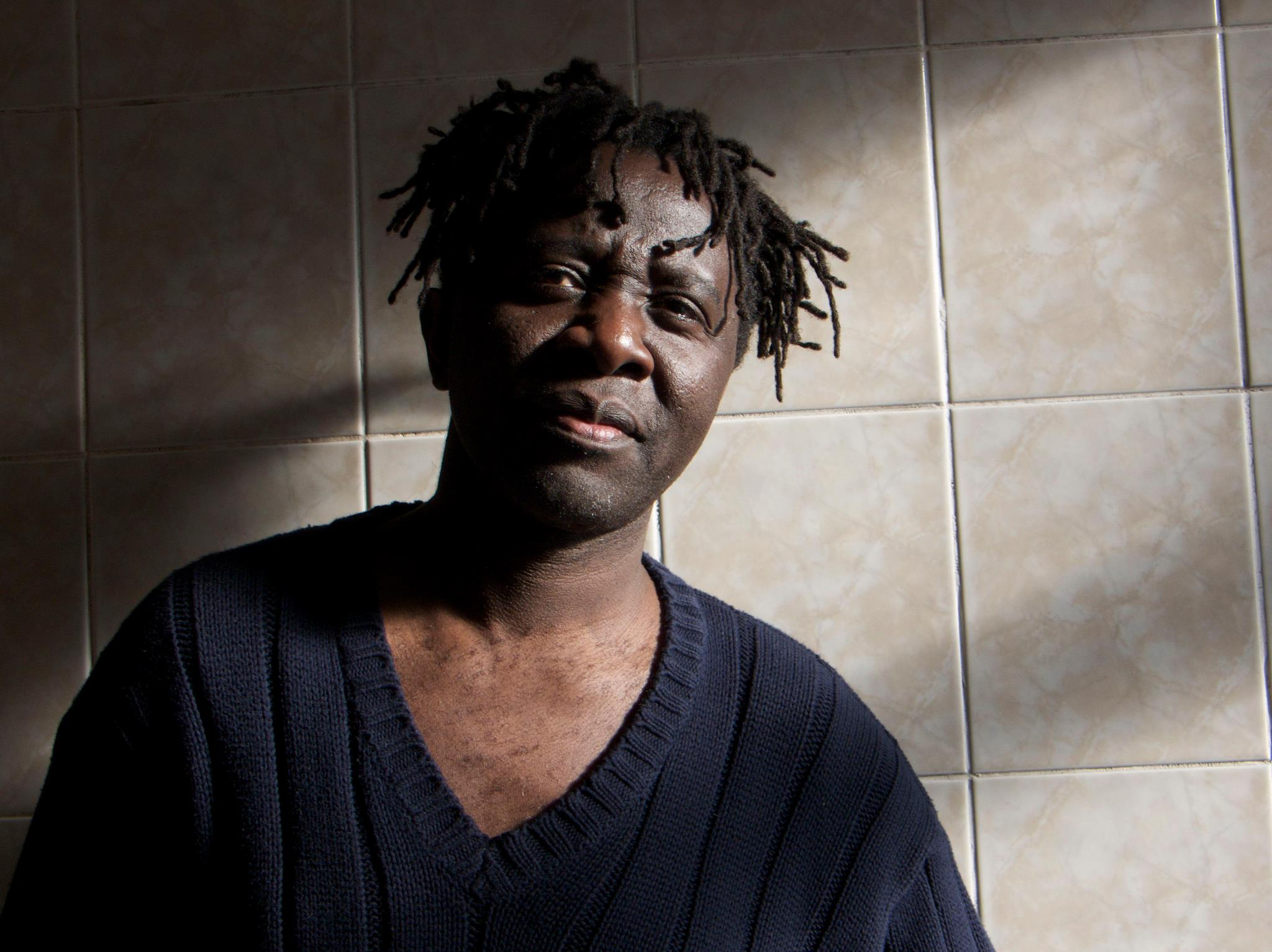
Bona Mangangu

Bona Mangangu (* 16. Februar 1961 in Kinshasa) ist ein kongolesischer Schriftsteller und Maler. Er wohnt in Sheffield (England).

## Teilbibliographie
- Ce que disent mes mains sur la toile. l’Harmattan, Paris 2002, ISBN 2-7475-3478-2 (Collection Chrétiens autrement).
- Et si la beauté de ce festin... Récit utopique. l’Harmattan, Paris 2003 (2004), ISBN 2-7475-6428-2.
- Kinshasa. Carnets nomades. l’Harmattan, Paris 2006, ISBN 2-296-00833-X (Collection Encres noires 274).
- Carnets d’Ailleurs. l’Harmattan, Paris 2008, ISBN 978-2-296-05435-6 (Collection Encres noires 304).
- Joseph Le Maure, Nerval.fr (Publie.net), 2013
- Caravaggio, le dernier jour. Publie.net Editions, Toulouse, 2014, ISBN 978-2-37176-018-9